# NXT Cruiserweight Championship
El NXT Cruiserweight Championship (Campeonato de Peso Crucero NXT, en español), fue un campeonato de lucha libre profesional creado y utilizado por la promoción estadounidense WWE. Antes de su desactivación, era defendido en las marcas NXT, NXT UK y 205 Live, siendo el único título de la promoción con un límite de peso, donde solo luchadores que pesaban 205 lb (93 kg) o menos —designados como peso crucero— podían competir por él.
Llamado originalmente WWE Cruiserweight Championship, sería presentado el 14 de septiembre de 2016 como el premio del torneo Cruiserweight Classic, el cual sería ganado por T.J. Perkins.
A pesar de compartir el mismo nombre, este campeonato no tiene relación con el original WWE Cruiserweight Championship, defendido en la World Championship Wrestling (WCW) y la World Wrestling Entertainment (WWE) entre 1991 y 2008. Esta irrelación es el peso de la nueva división que es de 93 kg (205 lb) como máximo, siendo esta división más ligera que las divisiones de (2001-2008) y (1997-2001) en manos de esta empresa.

## Historia

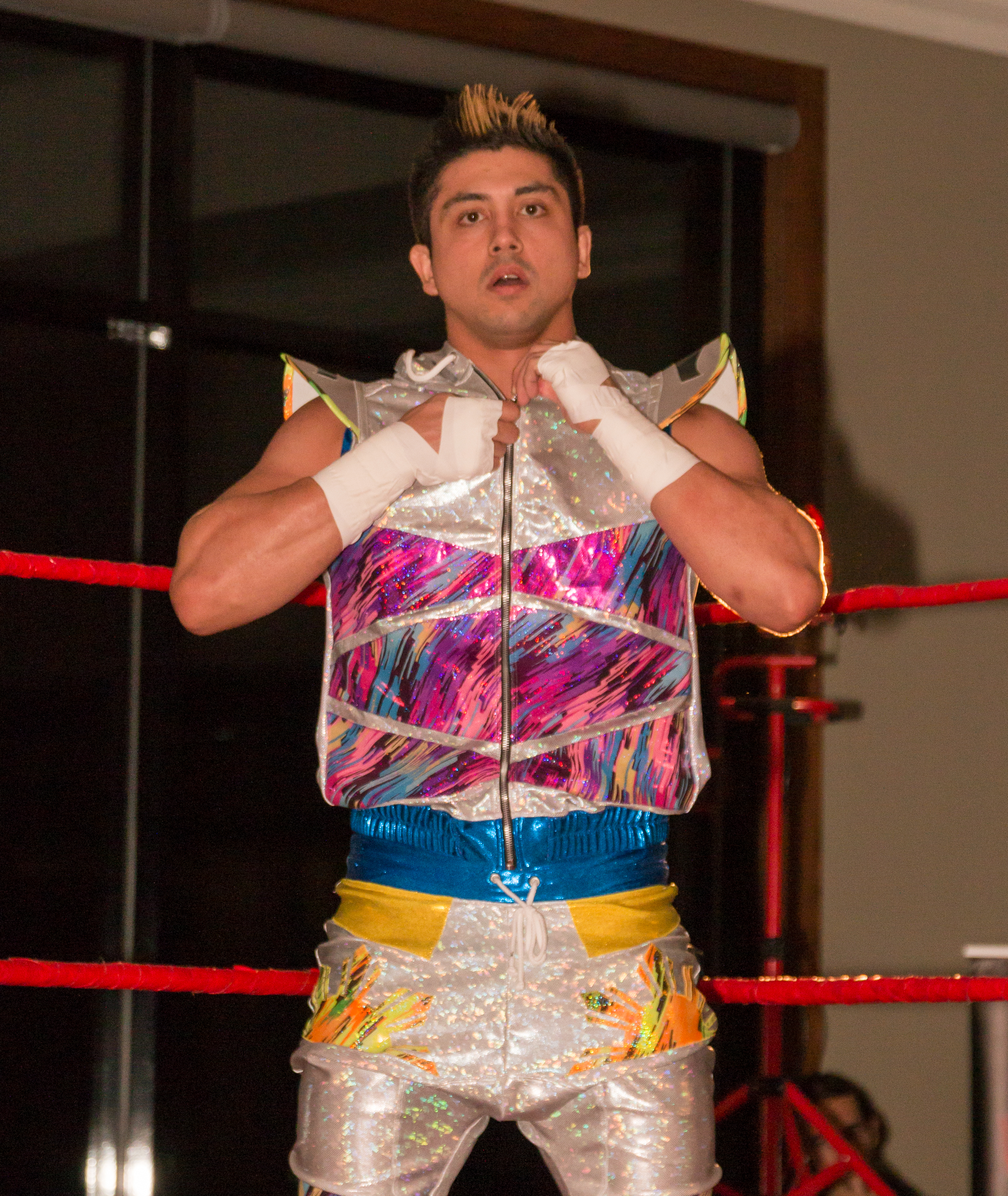
El campeón inaugural, T.J. Perkins.

Tras la nueva separación de marcas ocurrida a mediados de 2016, Raw anunció que la división de luchadores peso crucero sería exclusiva de aquella marca. En paralelo, a través de WWE Network se realizó un torneo llamado WWE Cruiserweight Classic el cual reunió a 32 luchadores de todo el planeta, luchando por ser el «mejor luchador crucero del mundo». Segundo antes de disputarse la final del torneo entre T.J. Perkins y Gran Metalik, Triple H apareció y anunció que la lucha también sería por el nuevo Campeonato Peso Crucero de la WWE. Luego de la coronación del nuevo campeón, la división crucero comenzó competir en Raw, con el título de Perkins en mira.
Además de ganarse un espacio en los episodios de Monday Night Raw, la división crucero se extendió al punto de crearse un programa exclusivo para la división, cuyo programa fue titulado como WWE 205 Live. Como resultado, el título también es ostentado en el nuevo programa, cambiando de manos por primera vez el 14 de agosto de 2017, cuando Rich Swann derrotó a The Brian Kendrick. Desde entonces el título ha podido ser cambiado de manos en ambos programas.
Después de que Cedric Alexander ganara el título en WrestleMania 34, el campeonato pasó a ser exclusivamente de 205 Live. Durante el reinado de Drew Gulak, se determinó que el campeonato fuese defendido tanto en 205 Live como en NXT, razón por la que cambió de nombre a Campeonato Peso Crucero de NXT. En Worlds Collide, el campeonato tuvo cambios de consideración para ser declarado como título de NXT donde Jordan Devlin ganó dicho campeonato.

### Interinato del campeonato (2020-2021)
En marzo de 2020, la WWE sufrió cambios drásticos con su agenda de eventos y personal activo dentro de la empresa, todo esto a causa de la pandemia de coronavirus (COVID-19) en Estados Unidos. Esto hizo que el campeonato crucero se vea afectado ya que el campeón Jordan Devlin se encontraba en Inglaterra y no podía viajar a Estados Unidos para defender su título por lo que, el Gerente General de NXT William Regal determinó realizar un torneo para definir un campeón de manera interina, esto hasta que Devlin pueda regresar y haga oficial su defensa titular. Para eso, se estableció dos grupos de a 4 luchadores donde el ganador de cada grupo sería determinado por dos victorias de tres, y entre los dos ganadores se defina al nuevo campeón.
| Grupo A                  | Victorias | Derrotas | Total |
| ------------------------ | --------- | -------- | ----- |
| Drake Maverick           | 2         | 1        | 3     |
| Jake Atlas               | 2         | 1        | 3     |
| Kushida                  | 2         | 1        | 3     |
| Tony Nese                | 0         | 3        | 3     |
| Grupo B                  | Victorias | Derrotas | Total |
| El Hijo del Fantasma     | 2         | 1        | 3     |
| Akira Tozawa             | 2         | 1        | 3     |
| Isaiah "Swerve" Scott    | 1         | 2        | 3     |
| Gentleman Jack Gallagher | 1         | 2        | 3     |

| Final                | Ganador              |
| -------------------- | -------------------- |
| El Hijo del Fantasma | El Hijo del Fantasma |
| Drake Maverick       | El Hijo del Fantasma |

1. ↑  Inicialmente, el finalista del grupo A quedó en un triple empate entre Maverick, Atlas y Kushida por lo que se decidió un Triple Threat Match entre los tres donde el ganador de dicha lucha avanzaría a la fase final del torneo contra Fantasma
2. ↑  Aunque Fantasma y Tozawa terminaron empatados en la fase clasificatoria, Fantasma fue determinado ganador del grupo B debido a que derrotó a Tozawa siendo éste líder del grupo

En el evento NXT TakeOver: Stand & Deliver, que se celebró el 7 y 8 de abril de 2021, Devlin y Escobar se enfrentaron para definir al campeón indiscutido, siendo Escobar el ganador.

### Diseño del campeonato
El cinturón tiene similitudes con el Campeonato de la WWE en el aspecto de las placas circulares de los costados, el cual tiene la inscripción al gusto del campeón transitorio, aunque en el borde interno termina en punta siguiendo el diseño de la placa central.
En cuanto a los otros detalles, originalmente el color de la correa fue de un tono violeta, y en el centro se apreciaba el logo de la empresa de un tamaño mediano, con un subrayado de color púrpura. El fondo tiene el diseño de un mundo con diseños de color plateado, que le rodea el título Cruiserweight (arriba) y Champion (abajo), que en español significa "Campeón Peso Crucero". Durante el primer reinado de Neville, el subrayado del logo de la empresa en el centro de la placa del cinturón, fue cambiado de color por uno anaranjado. Siendo más notorio al analizar el primer diseño de cinturón, con uno más reciente a partir desde principios de 2017. Durante el reinado de Angel Garza en el evento Worlds Collide, el diseño del título cambió consideradamente, donde el color de la correa cambió a púrpura oscuro y, el logo central fue reemplazado por el de NXT, en alusión a que el campeonato pasó a ser exclusivamente de la marca.

## Nombres
| Nombre                         | Años                                            |
| ------------------------------ | ----------------------------------------------- |
| WWE Cruiserweight Championship | 14 de septiembre de 2016 — 2 de octubre de 2019 |
| NXT Cruiserweight Championship | 2 de octubre de 2019 — 4 de enero de 2022       |

## Campeones
El Campeonato Crucero de la WWE es un campeonato específico creado en 2016. El campeón inaugural es T.J. Perkins, quien ganó un torneo al derrotar finalmente a Gran Metalik el 14 de julio de 2016 en el torneo Cruiserweight Classic, y desde entonces ha habido 9 distintos campeones oficiales, repartidos en 11 reinados en total. Además, el campeonato ha sido declarado vacante en una ocasión a lo largo de su historia. Neville, Akira Tozawa, Buddy Murphy, Angel Garza, Jordan Devlin, Santos Escobar y KUSHIDA son los siete luchadores no estadounidenses que han ostentado el título.
El reinado más largo en la historia del título le pertenece a Jordan Devlin, quien mantuvo el campeonato por 439 días entre 2019 y 2021. Por otro lado, Akira Tozawa posee el reinado más corto en la historia del campeonato, con tan solo 6 días con el título en su haber.
En cuanto a los días en total como campeón (un acumulado entre la suma de todos los días de los reinados individuales de cada luchador), Devlin posee el primer lugar, con 439 días como campeón. Le siguen Santos Escobar con 321 días, Neville con 232 días, Buddy Murphy (184 días en su único reinado), Cedric Alexander (181 días en su único reinado) y Enzo Amore (108 días en sus dos reinados).
El campeón más joven en la historia es Lio Rush, quien a los 24 años, y 332 días derrotó a Drew Gulak en una edición de NXT el 9 de octubre de 2019. En contraparte, el campeón más viejo es Roderick Strong, quien a los 38 años y 85 días derrotó a KUSHIDA en NXT 2.0. 2021. En cuanto al peso de los campeones, Angel Garza es el más pesado con 93 kilogramos, mientras que Akira Tozawa es el más liviano con 71 kilogramos.
Por último, Neville y Enzo Amore son los luchadores que más reinados poseen con 2.

### Lista de campeones
| N.º | Campeón                             | Lucha                    | Lucha                         | Lucha                         | Estadísticas | Estadísticas | Estadísticas     | Notas y referencias |
| N.º | Campeón                             | Fecha                    | Evento                        | Ubicación                     | Reinado      | Días         | Días reconocidos | Notas y referencias |
| --- | ----------------------------------- | ------------------------ | ----------------------------- | ----------------------------- | ------------ | ------------ | ---------------- | --- |
| 1   | T.J. Perkins                        | 14 de septiembre de 2016 | Cruiserweight Classic         | Winter Park, Florida          | 1            | 46           | 45               | Derrotó a Gran Metalik en la final de un torneo para convertirse en el campeón inaugural. |
| 2   | Brian Kendrick                      | 30 de octubre de 2016    | Hell in a Cell                | Boston, Massachusetts         | 1            | 30           | 30               | [ 2 ] |
| 3   | Rich Swann                          | 29 de noviembre de 2016  | 205 Live                      | Columbia, Carolina del Sur    | 1            | 61           | 60               | [ 3 ] |
| 4   | Neville                             | 29 de enero de 2017      | Royal Rumble                  | San Antonio, Texas            | 1            | 197          | 196              | |
| 5   | Akira Tozawa                        | 14 de agosto de 2017     | Raw                           | Boston, Massachusetts         | 1            | 6            | 5                | [ 4 ] |
| 6   | Neville                             | 20 de agosto de 2017     | SummerSlam Kickoff            | Brooklyn, Nueva York          | 2            | 35           | 35               | [ 5 ] |
| 7   | Enzo Amore                          | 24 de septiembre de 2017 | No Mercy                      | Los Ángeles, California       | 1            | 15           | 15               | [ 6 ] |
| 8   | Kalisto                             | 9 de octubre de 2017     | Raw                           | Indianápolis, Indiana         | 1            | 13           | 12               | Fue un Lumberjack match. |
| 9   | Enzo Amore                          | 22 de octubre de 2017    | TLC: Tables, Ladders & Chairs | Mineápolis, Minnesota         | 2            | 93           | 92               | [ 8 ] |
| —   | Vacante                             | 23 de enero de 2018      | —                             | —                             | —            | —            | —                | El título quedó vacante después de que WWE suspendiera indefinidamente a Amore y luego fuera despedido. |
| 10  | Cedric Alexander                    | 8 de abril de 2018       | WrestleMania 34 Kickoff       | Nueva Orleans, Luisiana       | 2            | 181          | 180              | Derrotó a Mustafa Ali en la final de un torneo por el vacante campeonato. El título se volvería exclusivo de 205 Live durante su reinado. |
| 11  | Buddy Murphy                        | 6 de octubre de 2018     | Super Show-Down               | Melbourne, Australia          | 1            | 183          | 183              | [ 11 ] |
| 12  | Tony Nese                           | 7 de abril de 2019       | WrestleMania 35 Kickoff       | East Rutherford, Nueva Jersey | 1            | 77           | 77               | [ 12 ] |
| 13  | Drew Gulak                          | 23 de junio de 2019      | Stomping Grounds Kickoff      | Tacoma, Washington            | 1            | 108          | 108              | Fue un Triple Threat Match, el cual incluyó a Akira Tozawa. En octubre de 2019, el título se renombró como NXT Cruiserweight Championship y se empezó a disputar tanto en 205 Live como en NXT. |
| 14  | Lio Rush                            | 9 de octubre de 2019     | NXT                           | Winter Park, Florida          | 1            | 63           | 63               | [ 14 ] |
| 15  | Angel Garza                         | 11 de diciembre de 2019  | NXT                           | Winter Park, Florida          | 1            | 45           | 44               | Durante su reinado, el título cambió de diseño. |
| 16  | Jordan Devlin                       | 25 de enero de 2020      | Worlds Collide                | Houston, Texas                | 1            | 439          | 438              | Fue un Fatal Four-Way Match, el cual incluyó a Isaiah "Swerve" Scott y Travis Banks. Con su victoria el título también sería extendido a NXT UK. Reconocido como campeón junto a Santos Escobar desde el 20 de mayo de 2020 (emitido el 3 de junio) hasta el 8 de abril de 2021, cuando fue derrotado por Escobar en NXT TakeOver: Stand & Deliver (Día 2) para proclamar un campeón indiscutido. |
| 17  | El Hijo del Fantasma/Santos Escobar | 27 de mayo de 2020       | NXT                           | Winter Park, Florida          | 1            | 321          | 314              | Debido a las restricciones de viaje por la pandemia de COVID-19, un campeón interino sería coronado hasta que Jordan Devlin pudiera regresar a Estados Unidos; Devlin, residente en Reino Unido, defendería el título en NXT UK, mientras que el campeón interino de EE. UU. lo defendería en NXT. Fantasma derrotaría a Drake Maverick en el final de un torneo para convertirse en el campeón interino. WWE reconoce el reinado desde el 3 de junio del 2020, cuando se emitió el episodio en diferido. Durante su reinado, se desenmascararía y revelaría como Santos Escobar. El 8 de abril de 2021 en NXT TakeOver: Stand & Deliver (Día 2), derrotó a Jordan Devlin en un Ladder Match para proclamarse campeón indiscutido. |
| 18  | KUSHIDA                             | 13 de abril de 2021      | NXT                           | Orlando, Florida              | 1            | 161          | 161              | [ 16 ] |
| 19  | Roderick Strong                     | 21 de septiembre de 2021 | NXT 2.0                       | Orlando, Florida              | 1            | 105          | 105              | |
| 20  | Carmelo Hayes                       | 4 de enero de 2022       | New Year's Evil               | Orlando, Florida              | 1            | 0            | 0                | |
| —   | Unificado                           | 4 de enero de 2022       | New Year's Evil               | Orlando, Florida              | —            | —            | —                | Con el Campeonato Norteamericano de NXT. |

### Total de días con el título

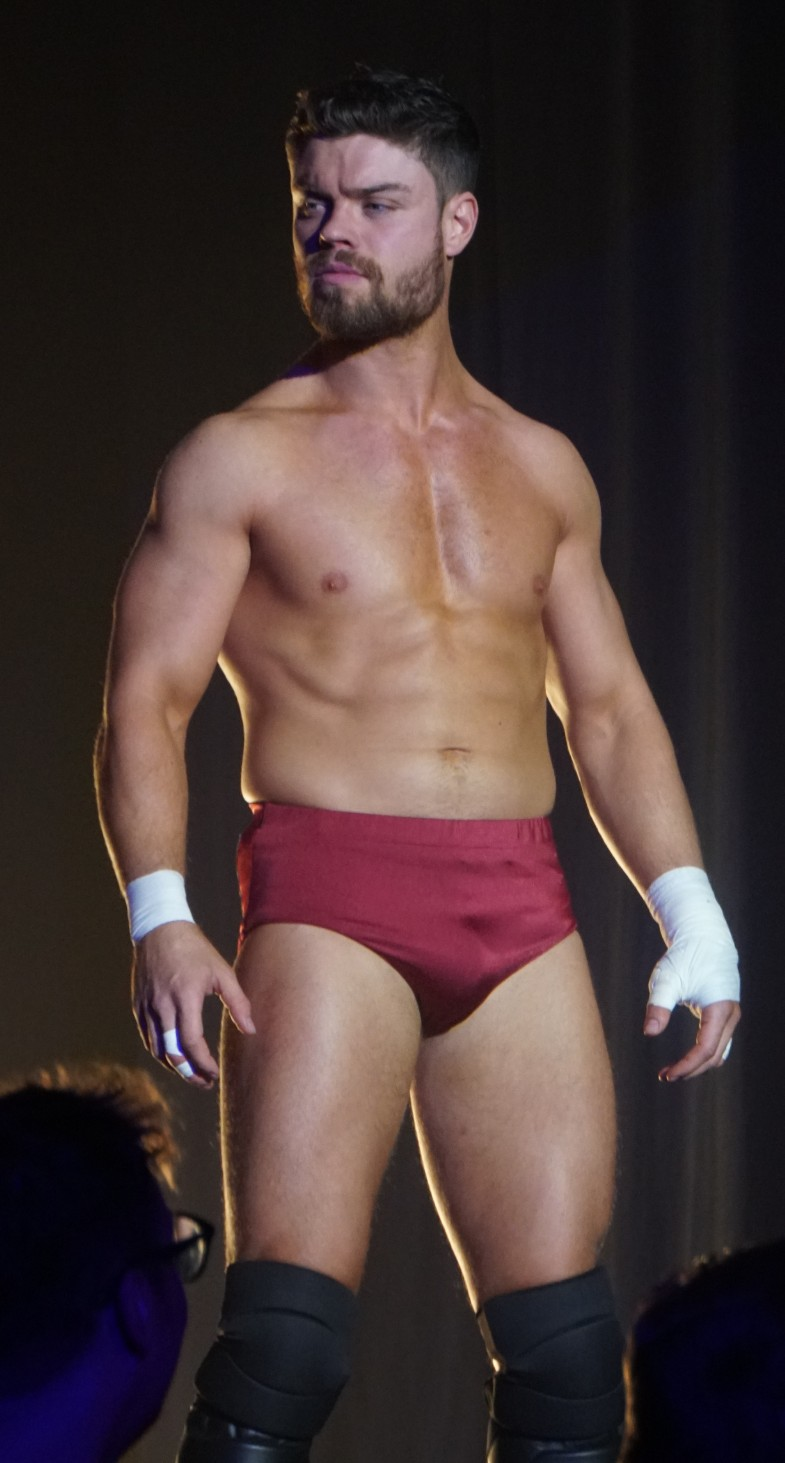
Jordan Devlin mantuvo el título por 439 días, el reinado más largo del campeonato.

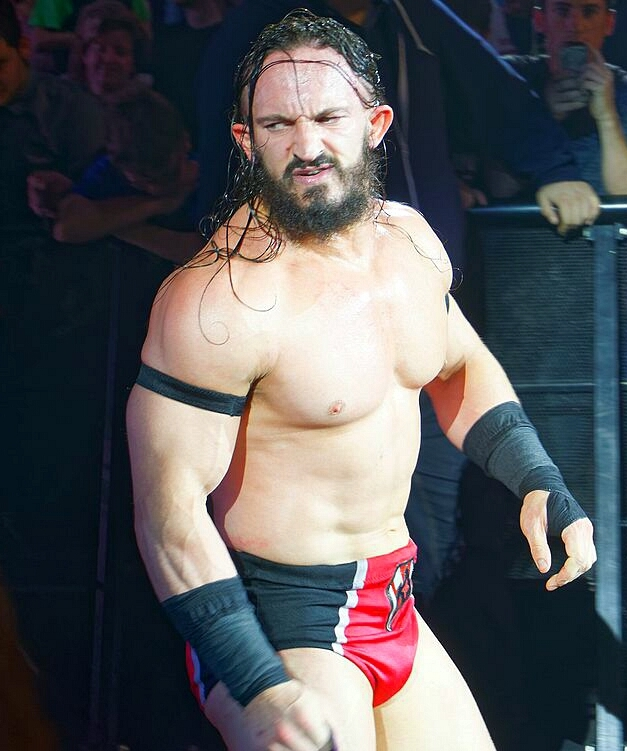
Neville, quien posee el tercer reinado más largo de la historia del campeonato, fue el primer luchador en ganar el título más de una vez.

La siguiente lista muestra el total de días que un luchador ha poseído el campeonato si se suman todos los reinados que posee. Actualizado a la fecha del 2 de agosto de 2025.
| + | Indica al campeón actual |

| N.º | Campeón          | Reinados | Días totales | Días totales reconocidos |
| --- | ---------------- | -------- | ------------ | ------------------------ |
| 1   | Jordan Devlin    | 1        | 439          | 438                      |
| 2   | Santos Escobar   | 1        | 321          | 314                      |
| 3   | Neville          | 2        | 232          | 231                      |
| 4   | Buddy Murphy     | 1        | 183          | 183                      |
| 5   | Cedric Alexander | 1        | 181          | 180                      |
| 6   | KUSHIDA          | 1        | 161          | 161                      |
| 7   | Drew Gulak       | 1        | 108          | 108                      |
| 8   | Enzo Amore       | 2        | 108          | 107                      |
| 9   | Roderick Strong  | 1        | 105          | 105                      |
| 10  | Tony Nese        | 1        | 77           | 77                       |
| 11  | Lio Rush         | 1        | 63           | 63                       |
| 12  | Rich Swann       | 1        | 61           | 60                       |
| 13  | T.J. Perkins     | 1        | 46           | 45                       |
| 14  | Angel Garza      | 1        | 45           | 44                       |
| 15  | Brian Kendrick   | 1        | 30           | 30                       |
| 16  | Kalisto          | 1        | 13           | 12                       |
| 17  | Akira Tozawa     | 1        | 6            | 5                        |
| 18  | Carmelo Hayes    | 1        | <1           | <1                       |

### Mayor cantidad de reinados
| Reinados | Luchador (es)       |
| -------- | ------------------- |
| 2 veces  | Neville, Enzo Amore |